# Бармштедт
Бармштедт (нім. Barmstedt) — місто в Німеччині, розташоване в землі Шлезвіг-Гольштейн. Входить до складу району Піннеберг.
Площа — 17,17 км2. Населення становить 10 428 ос. (станом на 31 грудня 2020).

## Географія

### Клімат
| Клімат Бармштедта       | Клімат Бармштедта | Клімат Бармштедта | Клімат Бармштедта | Клімат Бармштедта | Клімат Бармштедта | Клімат Бармштедта | Клімат Бармштедта | Клімат Бармштедта | Клімат Бармштедта | Клімат Бармштедта | Клімат Бармштедта | Клімат Бармштедта | Клімат Бармштедта |
| Показник                | Січ.              | Лют.              | Бер.              | Квіт.             | Трав.             | Черв.             | Лип.              | Серп.             | Вер.              | Жовт.             | Лист.             | Груд.             | Рік               |
| Середній максимум, °C   | 3,5               | 4,4               | 8,0               | 12,3              | 17,5              | 19,9              | 22,1              | 22,2              | 17,9              | 13,0              | 7,5               | 4,6               | 12,7              |
| Середня температура, °C | 1,3               | 1,7               | 4,4               | 7,8               | 12,6              | 15,4              | 17,4              | 17,2              | 13,6              | 9,4               | 5,1               | 2,5               | 9,0               |
| Середній мінімум, °C    | −1,4              | −1,2              | 1,1               | 3,3               | 7,4               | 10,5              | 12,7              | 12,5              | 9,6               | 6,0               | 2,4               | 0,0               | 5,2               |
| Днів з опадами          | 12                | 9                 | 11                | 8                 | 9                 | 11                | 11                | 10                | 10                | 10                | 11                | 12                | 124               |
| ----------------------- | ----------------- | ----------------- | ----------------- | ----------------- | ----------------- | ----------------- | ----------------- | ----------------- | ----------------- | ----------------- | ----------------- | ----------------- | ----------------- |
| Джерело: www.yr.no      |                   |                   |                   |                   |                   |                   |                   |                   |                   |                   |                   |                   |                   |